# Peter Fratzscher
Peter Fratzscher (Kassel, 1950) és un director de cinema i de televisió alemany.

## Biografia
Fratzscher va estudiar germanística i Filosofia a Frankfurt am Main, després de 1971 a 1974 a la Universitat de Televisió i Cinema a Munic. Només va treballar com a ajudant de direcció, director d’acció, editor de cinema i codirector. La seva primera pel·lícula va ser el 1974 Vergiss es (amb Martin Gies). Principalment actua com a director de sèries de crim com Der Fahnder o Tatort.
Fratzscher és membre de la Bundesverband Regie.

## Premis
- 1998 Premi Civis Media per la integració

## Filmografia parcial

### Cinema
- 1980: Panische Zeiten
- 1980: Asphaltnacht
- 1985: André schafft sie alle
- 1998: Sieben Monde

### Tatort
- 1997: Tatort: Liebe, Sex, Tod
- 1998: Tatort: In der Falle
- 1999: Tatort: Starkbier
- 2000: Tatort: Einmal täglich
- 2002: Tatort: Der Fremdwohner
- 2002: Tatort: Schlaf, Kindlein, schlaf
- 2003: Tatort: Im Visier
- 2006: Tatort: Liebe macht blind
- 2007: Tatort: Der Finger
- 2009: Tatort: Um jeden Preis
- 2011: Tatort: Jagdzeit

### Sèries (diversos episodis)
- Auf Achse
- Operation Phoenix – Jäger zwischen den Welten
- Das Duo
- Der Ermittler
- Der Fahnder
- Der Staatsanwalt
- Ein Fall für zwei
- Stahlkammer Zürich
- Wolffs Revier